# Pseudonim
Pseudonim (grč. ψεῦδο = lažno, ονυμα = ime) je izmišljeno, lažno ime ili prezime koje ponekad koriste uglavnom umetnici, pisci, ili ređe sportisti, političke ličnosti kao i druge javne ličnosti. Može i da se nazove umetničkim imenom, kao i aliasom (od latinskog aliās - na drugi način) ili akronimom a.k.a (od engleskog also known as - takođe poznat kao). Kod pisaca se koristi i francuski izraz nom de plume (ime pera).
Razlog skrivanja pravog imena može biti različit i češće je to želja za promenom imena, pogotovo kod mladih, još nepoznatih pisaca ili ambicija da se zvučnijim imenom lakše probiju do slave kod medijskih ličnosti. Ređe je posledica opreznosti zbog straha od neke odgovornosti. Najčešće je to vid tajanstvenosti kojim umetnik želi da se okruži. Kada se otkrije, pseudonim obično postaje sastavni deo imena pisca ili sasvim zemni ime. Oblici pseudonima su anagram, kriptogram, prenonim (pisci čija su imena bila duga skraćivali su ih tako da su se potpisivali samo imenom, bez prezimena), hagionim, frazeonim (umesto potpisa upotrebljava se fraza: "Hroničar", ili "Amerikanac" - Dž. F- Kuper. Ovakav tip pseudonima češći je u novinarstvu nego u književnosti), čest je pseudandronim (iza muškog imena skriva se žena pisac Žorž Sand - Aurora Didevan, Džordž Eliot - Meri En Evans). Ime se skrivalo jer je vladalo ubeđenje da je nepristojno da žene pišu, ređi je pseudoginim (muškarac se potpisuje ženskim imenom: Klara Gazil - Prosper Merime).
Pseudonim je poznat još u antici, u vreme humanizma veoma je omiljen: imena se latiniziraju i greciziraju (Neander - Neumann; Agricola - Bauer i sl.) U XVI i XVII veku pseudonim je moda i pravilo i upotrebljavaju ga skoro svi pisci, naročito u obliku - anagrama. U XIX veku pseudonim istiskuje pravo ime pisca tako da su mnogi i poznati samo pod izmišljenim imenom: Bomarše - Caron, Stendal - Anri Bejl. Danas su pseudonimi retki, obično ih upotrebljavaju mladi pisci da bi svojim novim imenom nešto sugerisali (Maksim Gorki, J. Grobarov)